# Звезда-ВДВ
«Звезда-ВДВ» — российская команда по хоккею с шайбой. «Звезда-ВДВ» дебютировала в Высшей хоккейной лиге в сезоне 2015/16, проводила домашние матчи ВХЛ в СК «Дмитров».
Основан в 2009 году. В 2015 году начал выступления в Высшей хоккейной лиге. В сезоне 2014—2015 команда называлась «Звезда (Delosport)» и выступала в дивизионе «Золотой» Региональной товарищеской хоккейной лиги (РТХЛ). Тренировочная арена — ЛД «Звезда» (Лодочная улица, 12, Москва) .Также там выступают команды 1998—2005 года рождения, которые ещё не получили статус спортивной школы и играют на турниры «Золотой Шайбы» и команда «Звезда — NEXT» (младше 2006 года рождения).
Как отмечает председатель правления АНО ХК «Звезда» Игорь Белоусов, за любительский состав клуба выступали в том числе известные хоккеисты, завершившие профессиональную карьеру (Алексей Бадюков, Александр Бутурлин, Дмитрий Быков, Владимир Горбунов, Андрей Заболотнев, Андрей Мухачёв, Василий Турковский).
В ноябре 2015 года из-за финансовых проблем единогласным решением правления ВХЛ «Звезда-ВДВ» была снята с первенства.